# Заречье (Глусский район)
Заречье (бел. Зарэчча) — деревня в составе Козловичского сельсовета Глусского района Могилёвской области Республики Беларусь.

Передана из Кировского сельсовета в состав Козловичского сельсовета 10 июля 2012 г.

## Население
- 1999 год — 39 человек
- 2009 год — 31 человек